# Aconitum williamsii
Aconitum williamsii är en ranunkelväxtart som beskrevs av Lucien André Andrew Lauener. Aconitum williamsii ingår i släktet stormhattar, och familjen ranunkelväxter. Inga underarter finns listade i Catalogue of Life.